# Greatest Hits (album The Offspring)
Greatest Hits – płyta punkrockowej grupy The Offspring, kolekcja największych przebojów, wydana 20 czerwca 2005 na arenie międzynarodowej i 21 czerwca 2005 w Ameryce Północnej, nakładem wytwórni Columbia Records. Album zawiera 13 dobrze znanych utworów z pięciu studyjnych płyt zespołu, i dwie premierowe, nie publikowane dotąd piosenki: Can’t Repeat i Next to You. Ta ostatnia jest coverem zespołu The Police i umieszczona została na końcu albumu jako tzw. hidden track. Utwór Can’t Repeat jest singlem promującym płytę, do którego nakręcono teledysk.

## Kilku perkusistów
Nowe utwory na płycie: Can’t Repeat i Next to You były nagrywane w okresie, kiedy Atom Willard był oficjalnym perkusistą zespołu. Jednakże nie wykonuje on obu piosenek. Oryginalny perkusista Ron Welty opuścił zespół na początku 2003 roku. Profesjonalny perkusista Josh Freese nagrał ścieżki bębnów na albumie Splinter z 2003 roku po odejściu Rona z zespołu. Willard dołączył wkrótce po wydaniu albumu i wraz z grupą pojawił się w teledysku do piosenki (Can’t Get My) Head Around You. Jednak w 2005 roku został założycielem zespołu Angels & Airwaves a jego zaangażowanie w nowej grupie zaczęło go odciągać od The Offspring. Na Greatest Hists do nowych utworów zostały nagrane ścieżki bębnów Freese’a, jednakże Willard pojawił się w teledysku do Can’t Repeat. W lipcu 2005 Atom oficjalnie ogłosił, że odchodzi z The Offspring by skoncentrować się na Angels & Airwaves.

## Lista utworów
1. Can’t Repeat – 3:24 (poprzednio nie nagrana)
2. Come Out And Play – 3:17 (Smash)
3. Self Esteem – 4:17 (Smash)
4. Gotta Get Away – 3:51 (Smash)
5. All I Want – 1:54 (Ixnay on the Hombre)
6. Gone Away – 4:27 (Ixnay on the Hombre)
7. Pretty Fly (For A White Guy) – 3:08 (Americana)
8. Why Don’t You Get A Job – 2:49 (Americana)
9. The Kids Aren’t Alright – 3:00 (Americana)
10. Original Prankster – 3:41 (Conspiracy of One)
11. Want You Bad – 3:22 (Conspiracy of One)
12. Defy You – 3:48 (soundtrack do filmu Orange County)
13. Hit That – 2:48 (Splinter)
14. (Can’t Get My) Head Around You – 2:16 (Splinter)
  - Next to You (Cover Police jako bonus track na ścieżce 14)

## Single
1. Can’t Repeat

## Międzynarodowe edycje
Na każdej z międzynarodowych edycji albumu został umieszczony inny dodatkowy utwór. W edycji australijskiej jest to Spare Me the Detalis z albumu Splinter, w japońskiej Da Hui również ze Splintera, a w edycji europejskiej i południowoamerykańskiej dodano The Kids Aren’t Alright (Wiseguys remix) pochodzący z singla She’s Got Issues. W każdym wydaniu utwór Next to You pojawia się jako hidden track na ścieżce 15.

## Wydanie DualDisc
Wydanie DualDisc zawiera 14 standardowych utworów na stronie CD. Strona DVD zawiera te same 14 utworów z komentarzem wokalisty Dextera Hollanda i gitarzysty Nodlesa oraz dwa akustyczne wykonania utworu Dirty Magic z drugiego albumu grupy – Ignition.

## Twórcy
Wykonawcy
- Dexter Holland – wokal
- Kevin Wasserman – gitara
- Greg Kriesel – gitara basowa
- Ron Welty – perkusja w utworach 2-12 i 15 ścieżce w wydaniu europejskim i południowoamerykańskim
- Josh Freese – perkusja w utworach 1, 13 i 14, a także na ścieżce 15 w edycji australijskiej i japońskiej.
- Ronnie King – instrumenty klawiszowe w Hit That
- Gabe McNair i Phil Jordan – rogi w Why Don’t You Get a Job
- Derrick Davis – flet w Why Don’t You Get a Job
- Jason „Blackball” McLean – dodatkowe wokale w Come Out and Play (Keep 'Em Separated)
- Higgins, Heidi Villagran, i Nika Futterman Frost – dodatkowe wokale w Pretty Fly (for a White Guy)
- Jack Grisham, Davey Havok i Jim Lindberg – chórki w Pretty Fly (for a White Guy)
- Redman – dodatkowe wokale w „Original Prankster”

Personel w Studio
- Jerry Finn – producent i miksowanie Can’t Repeat
- Joe McGrath – technik Can’t Repeat wspierany przez Setha Waldmana
- Thom Wilson – producent i technik utworów 2-4
- Dave Jerden – producent i miksowanie ścieżek 5-9
- Bryan Carlstrom – inżynier utworów 5-9
- Brendan O’Brien – producent i miksowanie ścieżek 10-14
- Nick DiDia – technik utworów 10 i 11, nagrywanie utworów 12 i 13
- Billy Bowers – dodatkowa technika w utworach 10-14
- Chris Higgins – dodatkowe nagrywanie na utworach 10 i 12
- Karl Egsieker – nagrywanie Hit That i (Can’t Get My) Head Around You
- Eddy Schreyer – mastering wszystkich utworów z wyjątkiem 1 i 13
- Brian Gardner – mastering utworów 1 i 13